# Glyphodes stolalis
Glyphodes stolalis là một loài bướm đêm trong họ Crambidae.